# Cantón de Saint-Jean-Soleymieux
El cantón de Saint-Jean-Soleymieux era una división administrativa francesa, que estaba situada en el departamento de Loira y la región de Ródano-Alpes.

## Composición
El cantón estaba formado por trece comunas:
- Boisset-Saint-Priest
- Chazelles-sur-Lavieu
- Chenereilles
- Gumières
- La Chapelle-en-Lafaye
- Lavieu
- Luriecq
- Margerie-Chantagret
- Marols
- Montarcher
- Saint-Georges-Haute-Ville
- Saint-Jean-Soleymieux
- Soleymieux

## Supresión del cantón de Saint-Jean-Soleymieux
En aplicación del Decreto n.º 2014-260 de 26 de febrero de 2014, el cantón de Saint-Jean-Soleymieux fue suprimido el 22 de marzo de 2015 y sus 13 comunas pasaron a formar parte del nuevo cantón de Montbrison.